# Ricardo José Gomes Jardim
Ricardo José Gomes Jardim (1805 — 1884) foi um político brasileiro. Presidente da província da Paraíba, nomeado por carta imperial de 14 de janeiro de 1843, de 14 de março de 1843 a 2 de dezembro de 1844, e do Mato Grosso, de 26 de setembro de 1844 a 5 de abril de 1847.
Nascido na Capitania de São Paulo. Praça voluntário no 5° Batalhão de Caçadores. Promovido a anspeçada em 1º de agosto de 1820 a cabo-de-esquadra em 1°de janeiro de 1821, a furriel em 1º de janeiro, a segundo-sargento em 16 de setembro e a sargento quartel-mestre em 1º de outubro de 1822. Alferes secretário em 12 de outubro de 1823 e efetivo em 22 de janeiro de 1825.

## Cronologia
1823 Matriculou-se na Academia Militar, tendo feito o curso todo com aprovações plenas e prêmios. 
5/02/1827 Foi promovido a primeiro tenente. 
Destacou com o batalhão em 1827 para a Província de Pernambuco, sendo transferido em 22 de maio de 1829 para o 3° corpo de Artilharia de Posição. 
Capitão em 18/10/1829. 
Passou para o 2° Corpo de Artilharia de Posição em 1º de outubro de 1831. 
Em 21 de novembro de 1833 foi transferido para o Corpo de Engenheiros. 
14/12/1833 Foi mandado em comissão para a Província do Rio Grande do Sul, sendo encarregado pela presidência da mesma, em 1834, de examinar, na Barra do Rio Grande, o local mais conveniente para instalar um Farol. Teve, além disso as incumbências de orçar a construção de um quartel de cavalaria na Vila de Jaguarão, de examinar o Rio Vacacaí e o ponto mais adequado para construção de uma ponte de pedra junto a povoação de Caçapava, de projetar e orçar uma ponte no Rio Butucaraí, da inspeção e direção de todas as obras militares da província, de projetar um quartel na Vila de Cerrito, de opinar sobre a construção de um chafariz e duas ponte na cidade de Porto Alegre e de proceder um exame na estrada da colônia de São Leopoldo
Em 1835 demarcou o eixo da estrada da Colônia de São Leopoldo com a freguesia de São Francisco de Paula de cima da serra e inspecionou a estrada de Sapucaia, que segue de Porto Alegre para a colônia de São Leopoldo. 
Regressou ao Rio de Janeiro a 19 de maio de 1835, sendo elogiado pelo governador da província.
Por decreto de 15 de setembro de 1835, foi nomeado lente substituto geral da Academia Militar 
promovido ao posto de major em 13 de setembro de 1837. 
Em março de 1837, por aviso do ministro da Marinha, foi estudar, na Europa, Arquitetura Naval e máquinas empregadas nos estabelecimentos marítimos dos arsenais da Inglaterra e França. 
Em 4 de janeiro de 1840 foi encarregado de enviar um modelo de melhor cábrea e de descobrir o segredo da composição do misto empregado pelos franceses nas balas ocas e nas espoletas fulminantes que funcionam pela simples pressão do ar, remetendo relatórios que foram muito bem recebidos. 
Em fins de março de 1840 seguiu para Londres onde foi incumbido do exame da construção de uma barca a vapor para o Brasil. 
Foi promovido a tenente-coronel graduado em 7 de setembro de 1940
Em 14 de janeiro de 1843 foi nomeado presidente da Província da Paraíba; tomou posse em 14 de maio e deixou o cargo em 2 de dezembro do mesmo ano.
Em 15 de dezembro de 1844, foi nomeado instrutor de exercícios práticos da Escola Militar. 
Em março de 1844 foi nomeado membro da comissão de estudo dos modelos de máquinas apresentadas pelo francês Merlet e de propor providência mais conveniente para o abastecimento de água a Cidade do Rio de Janeiro. 
Em 12 de abril de 1844 foi nomeado comandante das Armas da Província de São Paulo, sendo, em 15 de julho de 1845, lente da Escola Militar. 
Foi exonerado do cargo de presidente e comandante das Armas da Província de Mato Grosso, a pedido, em Decreto de 16 de setembro de 1846. Em 27 de abril de 1848
Foi nomeado diretor interino da Fábrica de Ferro de Ipanema, sendo dispensado em 22 de junho de 1849.
Em setembro de 1849, foi posto a disposição do Ministério da Fazenda para dirigir o trabalho dos trilhos de ferro da Alfândega do Rio de Janeiro. 
Em 4 de outubro de 1850, foi nomeado para dirigir as obras militares e civis da repartição da Marinha. 
Em junho de 1854, foi nomeado inspetor das obras da Casa de Correção. 
Em maio de 1855 foi posto a disposição da Marinha para examinar o estado da Barra do Rio Grande do Sul, propondo providências para melhorá-la, além de outras obras.
Em 2 de dezembro de 1856, foi promovido a coronel por merecimento. 
Em 1858 foi nomeado pelo Ministro da Marinha para uma comissão no Ceará e Rio Grande do Norte.
Em 24 de julho, nomeado membro adjunto do Conselho Naval. Em 1859, nomeado presidente da comissão de estudo do arrasamento do Morro do Castelo e membro da comissão de exame do calçamento da Rua do Aterrado. Em 1861 foi a Abrolhos designar local para a instalação de um farol. Em fevereiro de 1862 foi nomeado pelo Ministro do Comércio, Agricultura e Obras Públicas para, com o Tenente-Coronel Francisco Antônio Raposo e o Inspetor-geral das Obras públicas, examinar as causas das inundações das ruas do Lavradio, Inválidos, Resende e Arcos, do Rio de Janeiro. Promovido a brigadeiro graduado por decreto de 22 de setembro de 1866. em março de 1867, nomeado para examinar as obras de fortificações na Província do Rio Grande do Sul. Em 26 de maio de 1886 foi nomeado comandante-geral interino da Artilharia e presidente da Comissão de Melhoramento do Material do Exército, depois transferido do Corpo de Engenheiros para o Estado-Maior de Artilharia, em 8 de novembro de 1865, e jubilado, a pedido, de lente da Escola Central. Prestou relevante serviço na organização das instruções para o exercícios dos canhões Whitworth, de calibre 32 e 70, sendo elogiado pelo Conde d’Eu, em agosto de 1872.
Em setembro de 1872, foi nomeado para inspecionar as fortaleza das províncias de São Paulo e Santa Catarina, as fortificações do Rio Grande, o Arsenal de Guerra e o laboratório pirotécnico de Porto Alegre e depósitos de material bélico. Em janeiro de 1875, foi nomeado comandante interino da guarnição e fronteira de Jaguarão. Foi promovido a brigadeiro efetivo em 20 de julho de 1876; marechal-de-campo efetivo em 29 de dezembro de 1877, sendo reformado em 27 de setembro de 1879. Condecorado com os graus de cavaleiro da Ordem do Cruzeiro, oficial da Imperial Ordem da Rosa e comendador da Ordem de São Bento de Avis. Era casado com D. Vicência Pereira Jardim, filha de Antônio José Pereira Machado e de D. Izabel Francisca Jardim. Faleceu no Rio Grande do Sul em 1º de agosto de 1884.